# Мечът в камъка (филм, 1963)
Мечът в камъка (на английски: The Sword in the Stone) е американски анимационен филм, продуциран от Уолт Дисни и разпространяван от Буена Виста Дистрибушън през 1963 г. Това е 18-ят пълнометражен анимацеонен филм на Дисни, базиран на едноименния роман от Т. Х. Уайт, публикуван като самостоятелно произведение през 1938 г., след това преиздаден през 1958 г. като първа книга от тетралогията за Артур, наречена Веднъж и завинаги крал. Филмът е режисиран от Волфганг Райтерман и озвучен от Рики Соренсен, Карл Суенсън, Джуниъс Матюс, Себастиан Кабо, Нормън Алдън и Марта Уентуорт.
Уолт Дисни за първи път придобива филмовите права върху романа през 1939 г., като различните опити за разработване на филма продължават две десетилетия преди реалното му производство да започне официално. Мечът в камъка е последният анимационен филм на Уолт Дисни Прадакшънс, който излиза по време на живота на Уолт Дисни преди смъртта му на 15 декември 1966 г. Бил Пийт пише сценария на филма, а Робърт и Ричърд Шърман пишат и композират песните. Това е първият принос на братя Шърман в анимационен филм на Дисни, по-късно те пишат музиката и за други филми на компанията, като Мери Попинз (1964), Книга за джунглата (1967), Аристокотките (1970) и Многото приключения на Мечо Пух (1977). Джордж Брънс композира филмовата музика, като това е третият филм на Дисни, в който взема участие, след Спящата красавица (1959) и Сто и един далматинци (1961). По-късно той съставя партитурата за следващите три анимационни филма на Дисни – Книга за джунглата, Аристокотките и Робин Худ (1973).
Премиерата на Мечът в камъка е на 25 декември 1963 г., получавайки смесени отзиви, макар че има успех в боксофиса. Издаден е отново на 25 март 1983 г. заедно с филма Мечо Пух и един ден на Йори.
През 2015 г. започва разработването на игралния римейк на филма, режисиран от Хуан Карлос Фреснадийо, като издаването му е планирано по стрийминг платформата Дисни+.

## Сюжет
След като кралят на Англия, Утер Пендрагон, умира, без да остави престолонаследник, в лондонска наковалня се появява меч с надпис, който гласи, че който го извади от камъка, ще стане законният крал на Англия. Никой не успява да извади меча, който бива забравен, оставяйки Англия в Средновековието.
Години по-късно, 12-годишното сираче на име Артур, често наричано Варт, случайно подплашва елен, който е преследван от по-големия му приемен брат Кай. Кай изстрелва стрелата си в гората и поръчва на Артур да влезе и да я потърси. В опит да открие стрелата, Артур среща Мерлин, възрастен магьосник, който живее с говорещия си домашен любимец – бухала Архимед. Мерлин се обявава за учител на Артур и тръгва с него към дома му, замък, управляван от сър Ектор, приемния баща на Артур. Приятелят на Ектор, Пелинор, пристига, за да обяви, че ежегодният състезателен турнир ще се проведе в Лондон и победителят ще бъде коронясан за крал на Англия. Ектор решава да подложи Кай на сериозна подготовка за турнира и назначава Артур за негов оръженосец.
За да образова Артур, Мерлин превръща момчето и себе си в риба. Те плуват в рова около замъка, за да научат повече за физиката. След урока Артур е изпратен в кухнята като наказание, тъй като Ектор не му вярва. Мерлин омагьосва съдовете да се измият, след което завежда Артур за друг урок, превръщайки ги в катерици, за да научи момчето за гравитацията. След като приемат човешкия си облик, Етор обвинява Мерлин, че използва черна магия върху съдовете, която открива, докато Мерлин и Артур отсъстват. Артур предизвикателно защитава Мерлин, но Ектор отказва да слуша и го наказва, като дава на Кай друг оръженосец, а Хобс отменя шанса на Артур да отиде в Лондон. Решавайки да се поправи, Мерлин планира да обучи Артур. Познанията на Мерлин за бъдещата история обаче объркват Артур, което кара Мерлин да назначи Архимед за негов учител. Мерлин превръща Артур във врабче и Архимед го учи как да лети. Скоро след това Артур среща мадам Мим, ексцентрична, зла вещица, която е враг на Мерлин. Мерлин пристига, за да спаси Артур, а Мим предизвиква Мерлин на магьоснически дуел. Мим използва измама, но въпреки това Мерлин я надхитрява, превръщайки се в зародиш, който заразява Мим, като по този начин илюстрира значението на знанието над силата. На Бъдни вечер Кай е посветен в рицар, но Хобс се разболява, затова Ектор възстановява Артур като оръженосец на сина си. Това кара Мерлин да мисли, че Артур се интересува повече от военните игри, отколкото от образованието си и когато Артур защитава избора си, Мерлин неволно в гнева си се пренася до Бермудите през XX век.
В деня на турнира Артур разбира, че е оставил меча на Кай в странноприемница, която вече е затворена заради турнира. Архимед вижда легендарния "Меч в камъка" в близкия двор на църквата, който Артур изважда почти без усилие, като несъзнателно изпълнява пророчеството. Когато Артур се връща с меча, Ектор го разпознава и турнирът е спрян. Ектор поставя меча обратно на мястото му, изисквайки от Артур да докаже, че го е извадил. Той го изтегля още веднъж, разкривайки, че той е законният крал на Англия. Ектор моли Артур за прошка, докато рицарите от турнира се радват за него. По-късно току-що коронясаният крал Артур седи в тронната зала с Архимед, чувствайки се неподготвен за отговорността да управлява, но Мерлин се връща от почивката си и решава да помогне на Артур да стане великият крал, какъвто го е предвидил.

## Актьори
- Рики Соренсен, Ричард Райтерман, Робърт Райтерман – Артур, озвучен е от трима актьори, което води до забележими промени в гласа между сцените, а понякога и в рамките на една и съща сцена. Също така, трите гласа имат американски акцент, рязко контрастиращ с английската обстановка.[3] Мари Нес от онлайн списанието Tor.com предполага: "Като се има предвид, че филмът е за израстването, този проблем може да е бил преодолян", като трите гласа се тълкуват като развитие на характера на Артур както психически, така и физически; тя обаче отбелязва също, че "режисьорът необяснимо е избрал да остави и трите гласа за някои сцени, обръщайки внимание, че не са един и същ актьор". По-нататък тя отбелязва, че "двама от тях [озвучаващите актьори] са братя и звучат донякъде сходно, а третият – съвсем различно". И накрая, тя засяга въпроса за американския акцент на гласовете, контрастиращи с английската обстановка, и акцента на повечето гласове, озвучаващи другите герои, отбелязвайки: "Едниственото положително – проблемите при озвучаването на Артур помагат да се отвлече вниманието от факта, че и британците не са особено добри тук".[3]
- Карл Суенсън – Мерлин, стар и ексцентричен магьосник, който помага и обучава Артур.
- Джуниъс Матюс – Архимед, своенравната, но високообразована домашна сова на Мерлин, която има способността да говори.
- Себастиан Кабо – Сър Ектор, приемният баща на Артур. Въпреки че обича Артур, той често се отнася грубо с него. Кабо също така представя разказа в началото и края на филма.
- Нормън Алдън – Сър Кай, раздразнителният по-голям брат на Артур и син на Ектор
- Марта Уентуорт – Мадам Мим, вещица, занимаваща се с черна магия, и враг на Мерлин. Магията на Мим използва измама, за разлика от научното умение на Мерлин. Уентуорт озвучава и възрастната и мъдра женска катерица, която развива привличане към Мерлин.
- Алан Напие – Пелинор, приятел на Ектор, който съобщава за турнира.
- Турл Равенскрофт – Сър Барт, един от рицарите от състезателния турнир.
- Джеймс Макдоналд – Вълкът, гладен вълк, който има няколко срещи с Артур и се опитва да го изяде.
- Джини Тайлър – Малка женска катерица, която веднага започва да изпитва привличане към Артур.
- Барбара Джо Алан – Прислужница, която работи в замъка на Ектор и вярва, че Мерлин е зъл магьосник.
- Тюдор Оуън – Рицар, участващ в турнира.

## Продукция
През февруари 1939 г. Уолт Дисни обявява, че е закупил филмовите права на книгата Мечът в камъка на Т. Х. Уайт. След избухването на Втората световна война студиото е ограничено от правителството на Съединените щати да произвежда анимационни филми с военна тематика. През юни 1944 г., след успешното преиздаване на Снежанка и седемте джуджета, Дисни възлага на сценаристите да работят по Мечът в камъка едновременно с Пепеляшка и Алиса в Страната на чудесата. Проектът е обявяван за активно разработван в края на 40-те и началото на 50-те години. През юни 1960 г. Дисни казва пред Лос Анджелис Таймс, че след излизането на Сто и един далматинец се разработват два проекта – Шантиклер и Мечът в камъка.

### Кастинг
Що се отнася до гласа на Мерлин, режисьорът Волфганг Райтерман изчислява, че 70 актьори четат за ролята, но "никой не доказа тази нотка на ексцентричност, която търсихме. Искахме Мерлин да бъде ексцентричен, но не и нахален". В същото време Карл Суенсън първоначално е избран да озвучи Архимед, но създателите на филма решават да му дадат ролята на Мерлин. Рики Соренсен, който озвучава младия Артур, навлиза в пубертета по време на производството, което принуждава режисьорът да включи синовете си, Ричард и Робърт, които да го заместят.

## Издаване
Премиерата на Мечът в камъка е на 25 декември 1963 г., като е преиздаден на 22 декември 1972 г. Филмът е пуснат отново по кината на 25 март 1983 г. заедно с филма Мечо Пух и един ден на Йори.

### Домашна употреба
Мечът в камъка е издаден в Северна Америка на VHS, бетамакс и лазердиск през 1986 г. като част от колекцията Уолт Дисни Класикс. Филмът е преиздаден на VHS през 1989 г., както и друго издание на VHS и лазердиск на 12 юли 1991 г. За първи път е издаден на VHS в Обединеното кралство през 1988 г., последван от преиздаване на следващата година. Преиздаден е на VHS и лазердиск на 28 октомври 1994 г. като част от колекцията Шедьоврите на Уолт Дисни.
Издаден е на DVD на 20 март 2001 г. като част от колекцията Златна класика на Уолт Дисни. В изданието са включени два класически късометражни филма Рицар за един ден и Смелият малък шивач, както и филмовите факти. Филмът е преиздаден на DVD като специално издание за 45-та годишнина на 17 юни 2008 г. За 50-годишнина филмът излиза на Blu-ray на 6 август 2013 г.

## „Мечът в камъка“ В България
В България филмът е издаден на DVD на 17 юни 2008 г. на Александра Видео (последното издание на разпространителя от Disney) по случай 45-тата годишнина на филма, после е издаден отново през 2009 г. от A+Films.
Българския дублаж е войсоувър в студио Александра Аудио и това е единствения анимационен филм на Дисни, направен с войсоувър. Ролите се озвучават от Светлана Смолева, Сава Пиперов, Марин Янев и Кирил Бояджиев.